# Piero Postini
Piero Postini (Borgo San Giovanni, 20 novembre 1904 – Milano, 28 gennaio 1978) è stato un lottatore italiano, specializzato nella lotta greco-romana.

## Biografia
Iniziò a praticare la lotta greco-romana da adolescente. Il suo primo torneo di rilievo fu il campionato italiano, disputato a Bologna dal 9 all’11 gennaio 1925, dove non raccolse grandi successi. L'anno successivo ai campionati lombardi del 31 ottobre 1926 si classificò secondo nei pesi medi, sconfitto da Cazzaniga.
Seguendo una rigorosa dieta, riuscì a scendere di peso e passò alla categoria dei pesi leggeri. Nel febbraio 1927 venne selezionato per un ritiro collegiale a Milano sotto la guida del nuovo commissario tecnico ungherese Miklos Breznotits. Il 17 luglio 1927 vinse il titolo lombardo e, due settimane dopo, il campionato italiano a Como, entrando nell’élite nazionale. Partecipò agli europei di Budapest 1927 dove raccolse sconfitte contro il norvegese Nord e il ceco Kratochvil.
Nel 1928 Postini passò all’Azienda Tramviaria Milanese, che stava costruendo una forte squadra polisportiva. Il 5 febbraio partecipò all’incontro Italia-Austria a Milano, dove venne battuto da Seszta. Il 4 marzo vinse il campionato lombardo nei leggeri e, due settimane dopo, conquistò il titolo italiano a Milano. Rappresentò l'Italia ai Giochi olimpici estivi di Amsterdam 1928 nel torneo dei pesi leggeri (fino a 67,5 kg), dove fu eliminato a seguito delle sconfitte per schienamento subite al primo e secondo turno, prima contro l'estone Osvald Käpp (campione mondiale) e poi contro il tedesco Ede Sperling, alla fine risultato vincitore dell'argento.
Nel settembre 1929 fu sconfitto da Barbieri e perse il titolo lombardo. Ai campionati italiani di Bari vinse il titolo italiano nei 72 kg. Nel 1932 e nel 1936 provò a ottenere un posto nella nazionale olimpica, ma non ebbe successo.

## Palmarès
- Campionati italiani

Como 1927:  Oro nei 67,5 kg;
Milano 1928:  Oro nei 67,5 kg;
Bari 1929:  Oro nei 72 kg;